# Party Never Ends
Party Never Ends — третий студийный альбом румынской певицы INNA, который официально вышел 4 марта 2013 года. Альбом так же, как и предыдущие альбомы певицы, был снова спродюсирован румынским трио Play & Win, но, в отличие от двух прежних альбомов, имеет больше песен, спродюсированных разными композиторами, такими, как RedOne, Afrojack, Lucas Secon и другими.

## Релиз и промо
Первым проморелизом в поддержку предстоящего альбома была выпущена песня «Caliente», написанная самой Инной и спродюсированная Play & Win. В первой половине 2012 года на YouTube также было выпущено несколько «lyric video» на новые песни «OK», «Alright», «Tu Si Eu», «Crazy Sexy Wild» и «INNdiA». Все эти песни были выпущены в качестве промосинглов для нового альбома. 14 мая вышел видеоклип на песню Caliente, которая после этого дебютировала в румынском национальном чарте на девяносто третьем месте, став 12 песней Inna, сумевшей войти в чарт. Песня Caliente не стала популярной в Румынии, так как дошла всего лишь до восемьдесят четвёртого места в Romanian Top 100. Однако, песня «Tu Si Eu», записанная на румынском языке и выпущенная сразу после Caliente, быстро стала весьма успешной на радио в Румынии и дебютировала в Romanian Top 100 без видеоклипа, достигнув восемнадцатого места. Но после релиза видеоклипа 8 августа 2012 года песня «Tu Si Eu» поднялась в чарте и достигла пятого места. Песня «INNdiA», записанная совместно с Play & Win стала тринадцатой песней Inna, попавшей в Romanian Top 100. Она дебютировала на девяносто третьем месте 5 августа 2012 года. Однако «INNdiA» выпала из чарта на следующей неделе, но снова вошла в него 26 августа 2012 года и попала на восемьдесят четвёртого место. Песня сумела достичь десятого места, став девятой песней Inna, достигшей «горячей десятки». В конце октября было выпущено «lyric video» на новую песню «J’Adore» (в переводе с французского Я люблю). В этом видео Inna делает физические упражнения под песню.
21 октября 2020 года на официальной страничке Инны в SoundCloud появилось расширенное издание альбома The Ultimate Edition. В него были добавлены сингл «Everybody» (2013), в сотрудничестве с DJ Bobo и радио-версия промосингла «Oare» (2012). Так же, были добавлены дуэтные версии синглов «Be My Lover», при участии испанского исполнителя Juan Magán и «In Your Eyes», при участии пуэрто-риканского исполнителя Yandel.

## Синглы
Первым международным синглом из альбома Party Never Ends стала песня More Than Friends, выпущенная 18 января с двумя сопровождающими видеоклипами. Превью сингла было выпущено 15 января 2013 года на YouTube. Песня была записана в двух версиях. В первой версии Inna поёт исключительно соло. Вторая версия — дуэт с Daddy Yankee. Видеоклипы на обе версии были отсняты в Лос-Анджелесе, США. Клип на первую версию вышел 18 января 2013 года, а на вторую версию 5 февраля 2013 года. Автором More Than Friends выступил датский музыкальный продюсер Thomas Troelsen, работавший ранее с Alexandra Burke и Aura Dione, а точнее написавший мегахит Geronimo певицы Aura Dione. Над песней More Than Friends также поработал DJ Frank E.
Первым синглом из альбома для Японии стала песня Crazy Sexy Wild, официально выпущенная на iTunes 20 февраля 2013 года. Сингл стал очень успешным и сразу после релиза возглавил танцевальный чарт iTunes Японии.
Вторым синглом из альбома для Мексики стала песня Dame Tu Amor, записанная совместно с мексиканской группой Reik. Вторым международным синглом из альбома стала песня Be My Lover, вышедшая на iTunes в Японии 5 июня 2013 года.

## Список композиций
Официальный список композиций альбома Party Never Ends был подтверждён Inna 11 февраля 2013 года на её официальной страничке в Фейсбуке.
Стандартное издание
| №   | Название                                     | Автор(ы) | Продюсер(ы) | Длительность |
| --- | -------------------------------------------- | --- | ----------- | ------------ |
| 1.  | «In Your Eyes»                               | Inna, Ina Wroldsen                                                                                            | Steve Mac   | 2:48         |
| 2.  | «We Like To Party»                           | Inna, Ina Wroldsen, Wayne Hector                                                                              | Play & Win  | 4:05         |
| 3.  | «More Than Friends» (featuring Daddy Yankee) | Thomas Troelsen                                                                                               | DJ Frank E  | 4:01         |
| 4.  | «Fall In Love/Lie»                           | |             | 3:57         |
| 5.  | «Shining Star»                               | |             | 2:50         |
| 6.  | «Take Me Down To Mexico»                     | Emile Ghantous, Aimée Proal, Sameer Agrawal, Keith Hetrick                                                    |             | 4:08         |
| 7.  | «Famous»                                     | |             | 3:32         |
| 8.  | «Take It Off»                                | Lucas Secon, Don McLean, Remee                                                                                | Lucas Secon | 3:31         |
| 9.  | «Tonight»                                    | Андрей Ширман, Александра Бёрк, Антуан Конрад, Fabio Antoniali, Lucas Secon, Pablo Rodriguez, Thomas Troelsen | Lucas Secon | 3:43         |
| 10. | «J'Adore»                                    | |             | 3:16         |
| 11. | «Caliente»                                   | Inna, Play & Win                                                                                              | Play & Win  | 3:21         |
| 12. | «Crazy Sexy Wild»                            | Play & Win, Kimberly Cole, GoodWill & MGI                                                                     | Play & Win  | 3:06         |
| 13. | «INNdiA» (featuring Play & Win)              | Play & Win | Play & Win  | 3:35         |
| 14. | «OK»                                         | Play & Win | Play & Win  | 4:19         |
| 15. | «Live Your Life»                             | |             | 3:09         |
| 16. | «Party Never Ends»                           | |             | 3:18         |

| №   | Название                                     | Автор(ы)   | Продюсер(ы)     | Длительность |
| --- | -------------------------------------------- | ---------- | --------------- | ------------ |
| 17. | «Be My Lover»                                |            | Afrojack & METI | 3:34         |
| 18. | «World Of Love»                              |            |                 | 3:46         |
| 19. | «I Like You»                                 |            |                 | 3:16         |
| 20. | «Dame Tu Amor» (featuring Reik)              |            |                 | 3:14         |
| 21. | «Alright»                                    | Play & Win | Play & Win      | 4:30         |
| 22. | «Tu Si Eu»                                   |            |                 | 3:06         |
| 23. | «Light Up» (featuring Reik)                  |            |                 | 3:14         |
| 24. | «P.O.H.U.I.» (Carla's Dreams featuring INNA) |            |                 | 3:54         |
| 25. | «Spre Mare»                                  |            |                 | 3:28         |

| №   | Название                                     | Автор(ы) | Продюсер(ы) | Длительность |
| --- | -------------------------------------------- | --- | ----------- | ------------ |
| 1.  | «In Your Eyes»                               | Inna, Ina Wroldsen                                                                                            | Steve Mac   | 2:48         |
| 2.  | «We Like To Party»                           | Inna, Ina Wroldsen, Wayne Hector                                                                              | Play & Win  | 4:05         |
| 3.  | «More Than Friends» (featuring Daddy Yankee) | Thomas Troelsen                                                                                               | DJ Frank E  | 4:01         |
| 4.  | «Fall In Love/Lie»                           | |             | 3:57         |
| 5.  | «Shining Star»                               | |             | 2:50         |
| 6.  | «Take Me Down To Mexico»                     | Emile Ghantous, Aimée Proal, Sameer Agrawal, Keith Hetrick                                                    |             | 4:08         |
| 7.  | «Famous»                                     | |             | 3:32         |
| 8.  | «Take It Off»                                | Lucas Secon, Don McLean, Remee                                                                                | Lucas Secon | 3:31         |
| 9.  | «Tonight»                                    | Андрей Ширман, Александра Бёрк, Антуан Конрад, Fabio Antoniali, Lucas Secon, Pablo Rodriguez, Thomas Troelsen | Lucas Secon | 3:43         |
| 10. | «J'Adore»                                    | |             | 3:16         |
| 11. | «Caliente»                                   | Inna, Play & Win                                                                                              | Play & Win  | 3:21         |
| 12. | «Crazy Sexy Wild»                            | Play & Win, Kimberly Cole, GoodWill & MGI                                                                     | Play & Win  | 3:06         |
| 13. | «INNdiA» (featuring Play & Win)              | Play & Win | Play & Win  | 3:35         |
| 14. | «OK»                                         | Play & Win | Play & Win  | 4:19         |
| 15. | «Live Your Life»                             | |             | 3:09         |
| 16. | «Party Never Ends»                           | |             | 3:18         |
| 17. | «Be My Lover» (featuring Juan Magán)         | |             | 3:33         |
| 18. | «World Of Love»                              | |             | 3:46         |
| 19. | «I Like You»                                 | |             | 3:16         |
| 20. | «Dame Tu Amor» (featuring Reik)              | |             | 3:14         |
| 21. | «Alright»                                    | Play & Win | Play & Win  | 4:30         |
| 22. | «Boom Boom» (Brian Cross featuring INNA)     | |             | 3:17         |
| 23. | «Everybody» (with DJ Bobo)                   | |             | 3:20         |
| 24. | «Tu Si Eu»                                   | |             | 3:06         |
| 25. | «Light Up» (featuring Reik)                  | |             | 3:14         |
| 26. | «Energy»                                     | |             | 2:38         |
| 27. | «P.O.H.U.I.» (Carla's Dreams featuring INNA) | |             | 3:54         |
| 28. | «Spre Mare»                                  | |             | 3:28         |
| 29. | «Oare» (Radio Version 2012)                  | |             | 3:04         |

## Интересные факты
- После релиза сингла More Than Friends Инна была объявлена в плагиате на песню Pitbull Everybody Fucks, что, скорее всего, связано с тем, что обе эти песни продюсировал DJ Frank E.
- Минус песни Tonight был официально куплен у Alexandra Burke.
- Песня We Like to Party содержит семпл песни Play & Win Ya BB.
- Песня Be My Lover содержит семпл песни La Bouche Be My Lover.

## Чарты
| Чарт (2013)                   | Пик позиция |
| ----------------------------- | ----------- |
| Japanese Top 200 Albums Chart | 3           |

## История релиза
| Регион  | Дата          | Лейбл             | Формыт(ы)            |
| ------- | ------------- | ----------------- | -------------------- |
| Румыния | 4 марта 2013  | Roton             | цифровая дистрибуция |
| Япония  | 20 марта 2013 | Roton             | цифровая дистрибуция |
| Италия  | 25 марта 2013 | Roton             | цифровая дистрибуция |
| Мексика | 25 марта 2013 | +Mas Label / Empo | цифровая дистрибуция |
| Турция  | 25 марта 2013 | Yeni Dünya Müzik  | цифровая дистрибуция |